# Joseph Vogt
Pour les articles homonymes, voir Vogt (homonymie).
Ne doit pas être confondu avec Joseph Vogt (industriel).
Joseph Vogt, né le 23 juin 1895 à Schechingen et mort le 14 juillet 1986 à Tübingen, est un historien allemand. Son nom reste attaché à la naissance de l'encyclopédie Aufstieg und Niedergang der römischen Welt parue la première fois à l'occasion de son 75e anniversaire.

## Formation
Après des études de théologie en 1913, il suit des études de philologie et archéologie classique à l'université Eberhard Karl de Tübingen, promotion Wilhelm Weber (1921) et Habilitation für Geschichte des Altertums (1923).
Il participe à des fouilles archéologiques en Égypte, Palestine et Afrique du Nord.

## Carrière
Enseignant à Tübingen en histoire de l'antiquité classique, succédant à  Weber (1926-1929) ; puis doyen de la Faculté de philosophie (1927-1928). Sa carrière le mènera à Wurtzbourg (1929-1936), à Breslau (1936-1940), de nouveau à Tübingen (1940-1944), à Fribourg-en-Brisgau (1944-1945), puis encore à Tübingen de 1946, dont il est doyen[De quoi ?] (1952-1953) puis recteur (1958-1959).
Savant réputé dans les années 1930, il entre dans la SA en 1933, puis dans le Nationalsozialistischer Lehrerbund (Ligue national-socialiste des enseignants) puis entre finalement au parti nazi en 1937. En 1942, il est membre correspondant de l'Instituts zur Erforschung der Judenfrage (Institut pour l'étude de la question juive). Il place alors ses travaux dans le cadre des théories raciales du Troisième Reich. Il présente alors l'histoire romaine comme l'affrontement de races, Rome devant lutter contre la race sémitique représentée par Carthage et préservant « la future civilisation occidentale des miasmes de cette peste phénicienne ». La défaite nazie entraine une suspension de ses fonctions en septembre 1945. Il est toutefois rapidement réintégré dans l'université et reprend son poste à Tübingen dès 1946.
À partir des années 1950 il mène un important programme de recherche sur l'esclavage antique dans le cadre de l'Académie de Mayence.
Membre de nombreuses académies, parmi lesquelles : Bayerische Akademie (1949), Akademie der Wissenschaften und der Literatur in Mainz
(également Vorsitzender der althistorischen Kommission der Mainzer Akademie), Heidelberger Akademie der Wissenschaften (1958), Académie des Inscriptions et Belles Lettres (1970), Österreichische Akademie der Wissenschaften ('korresp. Mitgl.', 1971 'Ehrenmitgl.').
Korrespondierendes Mitglied, pour ordentliches Mitglied de l'Institut archéologique allemand (1953-1962). Doctor litterarum honoris causa de l'université catholique de Milan (1975).
Mitherausgeber de revues et de collections: Tübinger Beiträge zur Altertumswissenschaft (1927-1930 et 1953-), Würzburger Studien zur Altertumswissenschaft (1931-1938), Breslauer Historischen Forschungen (1936-1941), Saeculum. Jahrbuch für Universalgschichte (1955-), Saeculum Weltgeschichte (1965-), Übersetzungen ausländischer Arbeiten zur antiken Sklaverei (1966-), Forschungen zur antiken Sklaverei (1967-).

## Publications
- Die alexandrinischen Münzen. Grundlegung einer alexandrinischen Kaisergeschichte, 2 Bde, Stuttgart 1924
- Expedition Ernst von Sieglin II 2: Die griechish-ägyptische Sammlung Ernst von Sieglin. Terrakotten, Leipzig 1924
- Homo novus. Ein Typus der römischen Republik, Stuttgart 1926 [Antrittsrede ... an der Universität Tübingen]
- Herodot in Ägypten. Ein Kapitel zum griechischen Kulturbewusstsein, "Tübinger Beiträge zur Altertumswissenschaft" 5, Stuttgart 1929
- Orbis Romanus. Zur Terminologie des römischen Imperialismus, "Philosophie und Geschichte" 22, Tübingen 1929
- Römische Geschichte. Erste Hälfte. Die Römische Republik, "Geschichte der führender Völker" 6, Freiburg i. Br. 1932
- Römische Geschichte bis zum Ende der Republik, Einleitung in die Altertumswissenschaft, hrsg. von A. Gercke und E. Norden, III 2, Leipzig-Berlin 1933, 1-54
- Ciceros Glaube an Rom, "Würzburger Studien zur Altertumswissenschaft" 6, Stuttgart 1935 (Darmstadt 1963)
- Cicero und Sallust über die Catilinarische Verschwörung, "Auf dem Wege zum nationalpolitischen Gymnasium" 3, Frankfurt 1938 (Darmstadt 1966)
- Vom Reichsgedanken der Römer, Leipzig 1942
- Rom und Karthago. Ein Gemeinschaftwerk hrsg. von J. V., Leipzig 1943
- Constantin der Grosse un sein Jahrhundert, Munich 1949
- Sklaverei und Humanität im klassichen Griechentum, Akad. der Wiss. u. der Liter., Abh. der Geistes- und Sozialwissenschaftlichen Kl. 1953, 4, Wiesbaden 1953

-[Artt. in RAC:] Christenverfolgung, II (1954) Sp. 1159-1208; Constantinus der Grosse, III (1957), Sp. 306-379
- Gesetz und Handlungsfreiheit in der Geschichte. Studien zur historischen Wiederholung, Stuttgart 1955
- Struktur der antiken Sklavenkriege, Akad. der Wiss. u. der Liter., Abh. der Geistes- und Sozialwissenschaftlichen Kl. 1957, 1, Wiesbaden 1957
- Orbis. Ausgewählte Schriften zur Geschichte des Altertums. Zum fünfundsechzigsten Geburtstag von J. V. am 23. Juni 1960, hrsg. von F. Taeger und K. Christ, Freiburg-Basel-Wien 1960
- Wege zum historischen Universum. Von Ranke bis Toynbee, "Urban-Bücher" 51, Stuttgart 1961
- Zur Religiosität der Christenverfolger im römischen Reich, "Sitzungsberichte der Heidelberger Akademie der Wissenschaften, Philos.-hist. Kl." 1962, 1, Heidelberg 1962
- Der Aufstieg Roms. Weltreich und Krise, "Herder-Bücherei" 128, 133, Freiburg i. Br. 1962
- Ammianus Marcellinus als erzählender Geschichtschreiber der Spätzeit, Akad. der Wiss. u. der Liter., Abh. der Geistes* und Sozialwissenschaftlichen Kl. 1963, 8, Wiesbaden 1963
- Der Niedergang Roms. Metamorphose der antiken Kultur, Zürich 1965
- Sklaverei und Humanität. Studien zur antiken Sklaverei und ihrer Erforshung, "Historia, Einzelschriften" 8, Wiesbaden 1965
- Kulturwelt und Barbaren. Zum Menschheitsbild der spätantiken Gesellschaft, Akad. der Wiss. u. der Liter., Abh. der Geistes* und Sozialwissenschaftlichen Kl. 1967, 1, Wiesbaden 1967.